# Dansband Collection
Dansband Collection var en serie samlingsalbum med blandade artister ur dansbandsgenren, utgivna på Mariann Grammofon. Första albumet släpptes i mitten av 2003, sista 2006. Serien ersatte Aktuell musik.

## Diskografi

### Album
| Titel                 | Utgivning |
| --------------------- | --------- |
| Dansband Collection   | 2003      |
| Dansband Collection 2 | 2004      |
| Dansband Collection 3 | 2004      |
| Dansband Collection 4 | 2005      |
| Dansband Collection 5 | 2006      |

### Fotnoter
1. ↑  Michael Nystås (7 oktober 2003). ”Vilken nytändning för Sten & Stanley” (på svenska). Aftonbladet. https://www.aftonbladet.se/nojesbladet/a/0EQo7M/vilken-nytandning-for-sten--stanley. Läst 22 oktober 2018.
2. ↑  ”Dansband Collection”. Svensk mediedatabas. http://smdb.kb.se/catalog/search?q=%22Dansband+Collection%22&sort=OLDEST. Läst 22 juni 2015.
3. ↑  Michael Nystås (7 september 2004). ”Lyft blicken och upptäck nåt nytt med den här samlingen”. Aftonbladet. http://www.aftonbladet.se/nojesbladet/kronikorer/article10484624.ab. Läst 22 juni 2015.